# Странная женщина (фильм, 1946)
«Странная женщина» (англ. The Strange Woman) — нуаровая мелодрама режиссёра Эдгара Г. Ульмера, вышедшая на экраны в 1946 году.
В основу фильма положен одноимённый роман-бестселлер Бена Эймса Уильямса, впервые опубликованный в 1941 году. Действие фильма происходит в 1840-х годах в Бангоре, штат Мэн, «похотливом и скандальном городе в муках нарастающих проблем». Молодая волевая женщина Дженни Хагер (Хэди Ламарр), благодаря своей привлекательности, аморальности и умению манипулировать людьми, «используя мужчин для личного наслаждения и как ступеньки к богатству», пробивается с самых низов в общественную и деловую элиту города.
Хэди Ламарр не только исполнила главную роль в фильме, но и была одним из его продюсеров. Её партнёрами по фильму были Джордж Сэндерс, Луис Хейуорд и Джин Локхарт.

## Сюжет
В 1824 году в Бангоре, штат Мэн, юная Дженни Хагер, дочь городского пьяницы Тима Хагера, играет у реки с местными мальчишками, среди них Эфраим Постер, сын владельца магазина Исайи Постера (Джин Локхарт). Зная, что Эфраим боится воды, Дженни сначала побуждает его прыгнуть с моста в реку, а затем не даёт выбраться на берег. Однако когда к реке на коляске подъезжает судья Саладайн (Алан Напье), Дженни делает вид, что помогает Эфраиму выбраться на берег…
Проходит шестнадцать лет. Дженни (Хэди Ламарр) выросла красивой привлекательной девушкой, Исайя стал одним из самых крупных промышленников и торговцев города, а Эфраима он отправил учиться в Кембридж. В городском порту, где Исайя руководит разгрузкой одного из своих торговых кораблей, появляется игривая Дженни, обращая на себя взгляд капитана. Вдовец Исайя также с интересом смотрит на Дженни, после чего встречает пьяного Тима в кабаке и рассказывает ему, что его дочь ходит в порт общаться с моряками. Разъярённый Тим приходит домой, обвиняя дочь в том, что она ведёт себя так же, как и её вертихвостка-мать. В своё время жена Тима сбежала от него, оставив с маленькой Дженни, после чего тот стал сильно пить. Когда Тим набрасывается на Дженни и начинает хлестать её кнутом, она отталкивает отца и убегает из дома. Тим гонится за ней, однако в дверях падает и умирает на месте. Увидев это, Дженни в ужасе прибегает в дом к Исайе, который заботливо принимает её. Он поручает своей экономке промыть раны девушки, а сам с вожделением смотрит на обнажённое плечо девушки со шрамом от побоев.
Когда старейшины города обсуждают судьбу несчастной и обездоленной Дженни, Исайя исподволь подводит их к решению, что ради блага девушки её надо выдать замуж за него. В одночасье Дженни расстаётся с миром трущоб, кабаков и публичных домов, в котором росла, и становится богатейшей дамой города, живущей в шикарном особняке на самой престижной улице. Вскоре после свадьбы Дженни пишет Эфраиму письмо, уговаривая его вернуться домой, а затем просит свою новую лучшую подругу, дочь судьи Мег Саладайн (Хиллари Брук) научить её этикету и светским манерам. После этого Дженни, используя деньги мужа, начинает укреплять свой авторитет в обществе. Во время очередной службы в городской церкви приходской священник (Морони Олсен) просит богатых граждан пожертвовать деньги на расширение и благоустройство храма, однако никто не проявляет такого желания, пока Дженни не встаёт и не заявляет, что жертвует церкви 1000 долларов. После того, как её примеру следуют и другие жёны, репутация Дженни как добродетельной христианки заметно укрепляется. Дженни начинает активно участвовать в благотворительной деятельности, используя средства мужа, чему тот не очень рад.

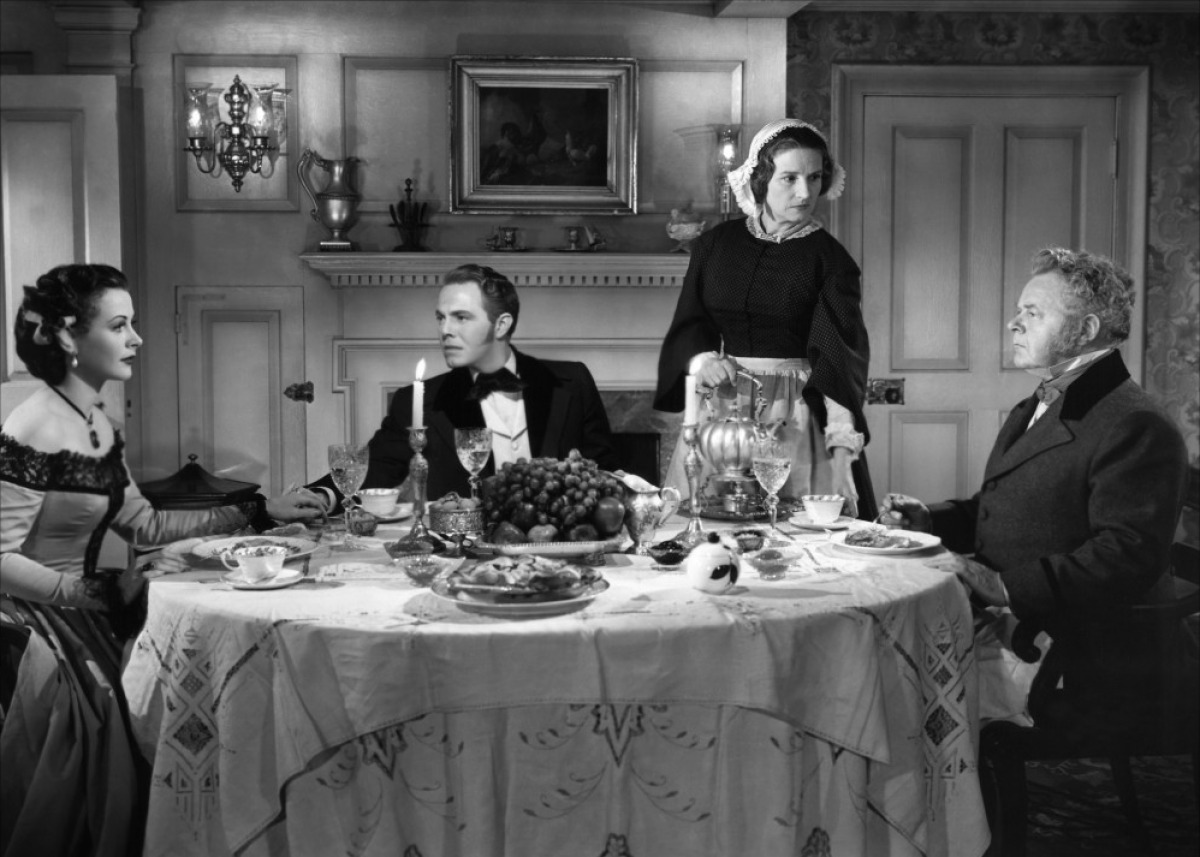
Дженни Хагер (Хэди Ламарр), Эфраим Постер (Луис Хейуорд) и Исайя Постер (Джин Локхарт)

Вернувшемуся домой Эфраим (Луис Хейуорд), который учился на архитектора, нечем заняться в городе, в результате он начинает пить и гулять по злачным местам. Исайя пытается вовлечь сына в работу своей компании и для этого планирует послать его на свои лесозаготовительные предприятия, чтобы тот изучил работу местных лесорубов. Однако Эфраима это не интересует, а Дженни, которая имеет на него свои виды, уговаривает Исайю оставить сына дома. Между тем, в тайне от мужа Дженни начинает оказывать Эфраиму знаки внимания и флиртовать с ним, и вскоре он в неё влюбляется. В этот момент Исайя тяжело заболевает, и Дженни, забыв обо всём, денно и нощно ухаживает за мужем. Несмотря на то, что состояние немолодого Исайи было довольно тяжёлым, он всё-таки выздоравливает, что вызывает у Дженни тайную истерику.
В Бангоре, где нет собственной полиции, прибывшие в отпуск лесорубы начинают транжирить заработанные деньги, напиваясь в кабаках и развлекаясь в публичных домах. Постепенно пьяные выходки лесорубов всё более захлёстывают город, приводя к массовым случаям хулиганства и нарушения общественного порядка. Такое положение вызывает серьёзное беспокойство горожан до такой степени, что они боятся выйти на улицу, чтобы устроить похороны умершему судье Саладайну. В город приезжает Джон Эверед (Джордж Сэндерс), управляющий одного из лесозаготовительных предприятий Постера и жених Мег Саладайн. Ему быстро удаётся усмирить распоясавшихся лесорубов и восстановить в городе порядок. Увидев Джона, Дженни мгновенно увлекается им, и в тот же день приглашает его вместе с Мег к себе на ужин, пытаясь обратить на себя его внимание. Однако несколько дней спустя Джон уезжает обратно на своё предприятие.
Когда Исайя решает отправиться в поездку по своим лесозаготовкам, по настоянию Дженни он берёт Эфраима с собой. Перед отъездом Дженни тайно встречается с Эфраимом, недвусмысленно давая ему понять, что ради их счастья он должен устроить дело так, чтобы Исайи не стало. Во время поездки, когда Исайя и Ефраим в сопровождении лесорубов сплавляются по горной реке на каноэ, Эфраим, который боится воды, от страха встаёт, в результате чего лодка переворачивается и все падают в воду. Эфраим хватается за ближайший спасательный бак, ненамеренно отталкивая от него отца, которого уносит бурный поток. В конце концов, все выбираются на берег, однако тело Исайи найти не удаётся.
Когда Эфраим возвращается в город, Дженни не пускает его в дом, фактически публично обвиняя его в том, что Исайя погиб из-за трусости Эфраима. Подавленный Эфраим начинает постепенно спиваться. Тем временем Дженни берёт управление компанией Исайи в свои руки. Она проводит совещание управляющих лесозаготовительными предприятиями, на котором назначает Джона главным управляющим компании и переводит его на работу в город. Джон много работает, развивая её компанию и совершенно забыв о своей невесте. Между тем, Дженни с энтузиазмом общается с Джоном по делам, а также заботится о его образе жизни.
Вечно пьяный Эфраим пытается рассказать горожанам правду о лживой и коварной сущности Дженни, однако ему никто не верит, так как он потерял у горожан всякое уважение, а моральный авторитет Дженни наоборот очень высок. Когда слухи об обвинениях, исходящих от Эфраима, доходят до Джона, тот решает разобраться в этом лично. Джон находит хижину в десяти милях от города, где живёт Эфраим и выслушивает его эмоциональный рассказ о том, как Дженни соблазнила его и довела до мысли об убийстве отца. Чтобы внести окончательную ясность, Джон просит Дженни встретиться с Эфриамом и в личной встрече доказать свою невинность. В сильнейшую грозу они вдвоём приезжают в хижину Эфраима, чтобы поговорить с ним, однако обнаруживают, что он повесился. Пока Джон отправляется, чтобы вынуть тело Эфраима из петли, Дженни намеренно отвязывает и прогоняет лошадей. Не имея иного выхода, они остаются в хижине на ночь, во время которой Дженни откровенно соблазняет Джона, и они целуются на фоне полыхающего дерева, в которое за мгновение до того попала молния. Джон понимает, что влюблён в Дженни, однако не знает, как сказать об этом Мег. Однако Дженни сама приходит к своей подруге и подаёт историю таким образом, что Мег добровольно уступает ей своего жениха.

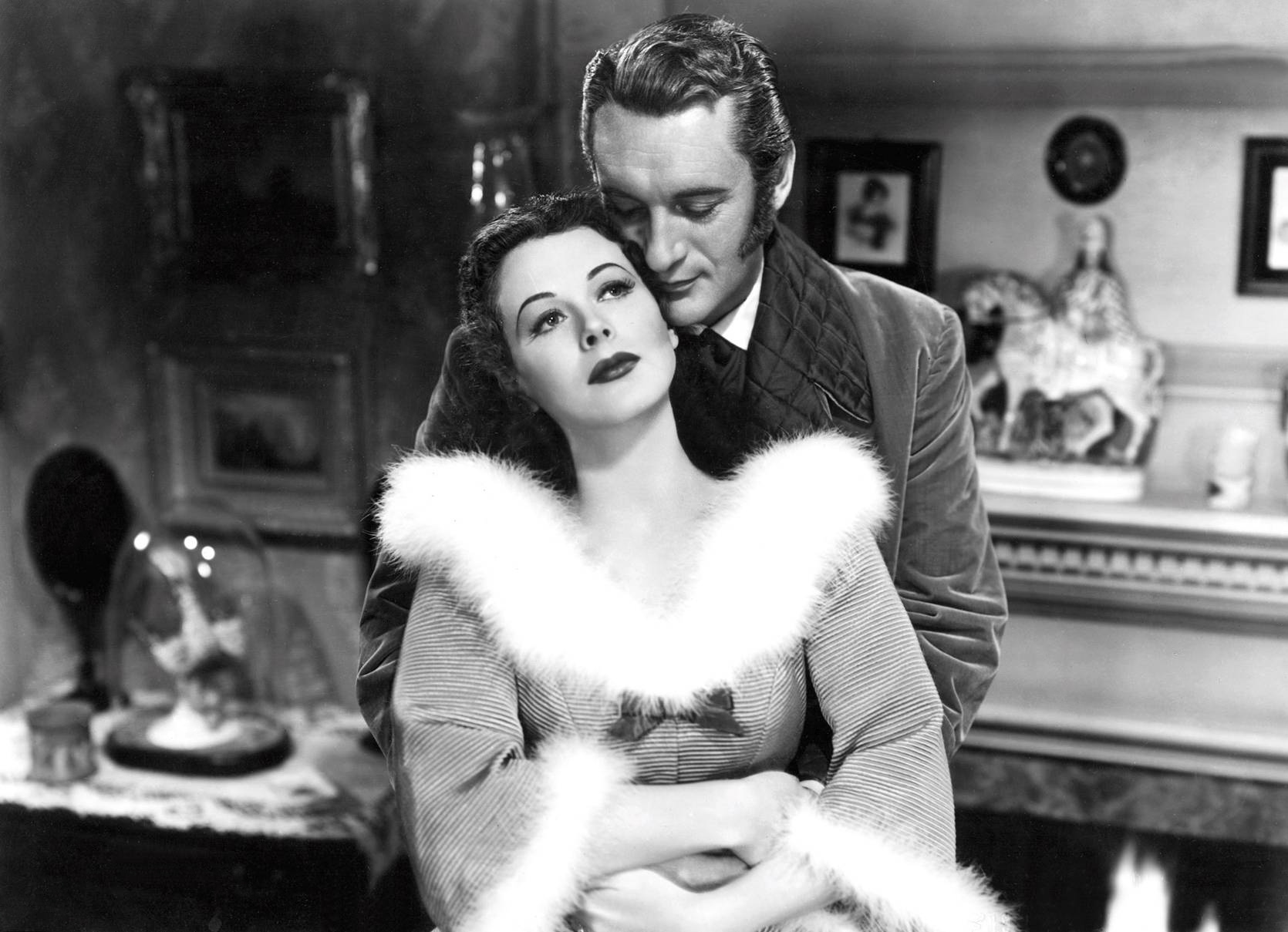
Дженни Хагер (Хэди Ламарр) и Джон Эверед (Джордж Сэндерс)

Вскоре Дженни и Джон женятся и начинают счастливую семейную жизнь. Джон, который вышел из многодетной семьи, мечтает о детях, однако на приёме у врача Дженни узнаёт, что не может иметь детей. Она честно рассказывает об этом Джону, на что он спокойно отвечает, что всё равно будет любить её. Тем временем в город приезжает странствующий евангелист Линкольн Питтридж, который в одной из своих проповедей, как кажется Дженни, перечисляет все её грехи, говоря, что такая странная женщина не может иметь детей и сгорит собственном огне. Вернувшись домой, Дженни говорит Джону, что проповедник обращался лично к ней, и сознаётся в том, что слова Эфраима о ней были правдой. Выслушав её признание, Джон уходит из дома, чтобы привести мысли в порядок. На следующее утро Дженни на коляске отправляется на его поиски по всему городу. Тем временем Мег находит Джона в загородной сторожке. Он рассказывает бывшей невесте, что, обдумав всё, всё равно любит Дженни и вернётся к ней. В этот момент их видит Дженни, и в порыве ревности направляет коляску прямо на них. Однако на полном ходу коляска налетает на камень и срывается с обрыва. Дженни падает и разбивается насмерть. В своих последних словах подбежавшему Джону она говорит, что только что пыталась убить его. Её последними словами стали: «Я хотела так много, я хотела весь мир, на самом деле я хотела лишь тебя».

## В ролях
- Хэди Ламарр — Дженни Хагер
- Джордж Сэндерс — Джон Эверед
- Луис Хейуорд — Эфраим Постер
- Джин Локхарт — Исайя Постер
- Хиллари Брук — Мег Саладайн
- Рис Уильямс — дьякон Адамс
- Джун Стори — Лена Темпест
- Морони Олсен — священник, отец Тэтчер
- Олив Блэкни — миссис Холлис
- Кэтлин Локхарт — миссис Партридж
- Алан Напье — судья Генри Саладайн
- Деннис Хоуи — Тим Хагер

## Создатели фильма и исполнители главных ролей
Хэди Ламарр впервые обратила на себя внимание в австрийской мелодраме «Экстаз» (1933), «где она появлялась обнажённой». Перебравшись в Голливуд, она сыграла в таких криминальных мелодрамах и фильмах нуар, как «Алжир» (1938), «Перекрёсток» (1942), «Конспираторы» (1944), «Рискованный эксперимент» (1944) и «Леди без паспорта» (1950). К числу наиболее популярных фильмов с её участием относятся также приключенческая мелодрама «Шумный город» (1940), романтическая комедия «Товарищ Х» (1940), мюзикл «Девушки Зигфилда» (1941), мелодрама «Приходи со мной жить» (1941), романтическая комедия «Квартал Тортилья-флэт» (1942). После завершения работы над фильмом «Странная женщина» «Ламарр решила сохранить свою независимость, и в сотрудничестве с продюсерами Джеком Чертоком и Хантом Стромбергом сделала ещё одну криминальную драму — „Обесчещенная леди“ (1947), дистрибутором которого вновь была компания „Юнайтед артистс“». Однако, в 1949 году Ламарр отказалась от своей независимости и вернулась в студийную систему. В фильме Сесиля де Милля «Самсон и Далила» (1949) она сыграла роковую женщину, которая была похожа на сексуально распущенную героиню этого фильма. Как отмечает киновед Брет Вуд, «кажется, попытка Ламарр изменить свой экранный образ оказалась успешной».
Продюсер Джек Черток был более всего известен как продюсер множества короткометражных фильмов студии «Метро-Голдвин-Майер», криминального радиосериала этой студии «Преступление не окупается» (с 1935 года), а впоследствии как продюсер 182-серийного телефильма «Одинокий рейнджер» (1949—1955). Исполнительный продюсер Хант Стромберг также был выходцем из «Метро-Голдвин-Майер», к числу его самых известных работ относятся все три фильма чрезвычайно популярной криминальной комедии про Тонкого человека — «Тонкий человек» (1934), «После тонкого человека» (1936) и «Другой тонкий человек» (1939).
Режиссёр фильма, "мастер авторского кино категории В, Эдгар Ульмер на протяжении своей длительной карьеры смог поставить совсем немного картин категории А. В 1930 году он стал известен благодаря новаторскому немецкому фильму «Люди в воскресенье» (1930). После переезда в Голливуд в 1930 году Ульмер поставил высоко ценимые хоррор-триллеры «Чёрный кот» (1934) и «Синяя борода» (1944), а также фильмы нуар «Объезд» (1945), «Странная иллюзия» (1945), «Безжалостный» (1948) и «Убийство – моя работа» (1955). По словам Деминга, «Хэди Ламарр лично выбрала Ульмера в качестве режиссёра этого крупнобюджетного проекта, который она собрала, чтобы изменить свой имидж старлетки, сексуальная привлекательность которой перевешивала её актёрские способности». Как отмечает Вуд, «тропинки актрисы и режиссёра пересеклись снова во время работы над костюмированной мелодрамой „Влюблённый Парис“ (1954)».
Британский актёр Луис Хейуорд был весьма успешен как герой костюмированных приключенческих экшнов, по два раза сыграв роль графа Монте-Кристо и капитана Блада, и по разу — д’Артаньяна, капитана Сирокко и Дика Тёрпина. Наиболее удачными его картинами стали приключенческие драмы «Человек в железной маске» (1939) и «Возвращение Монте-Кристо» (1946), «Пираты острова Капри» (1949, постановка Ульмера), криминальные драмы и фильмы нуар «Дамы на пенсии» (1941), «И не осталось никого» (1945), «Повторное исполнение» (1947), «Безжалостный» (1948) Ульмера и «Дом у реки» (1950) Фритца Ланга. Джордж Сэндерс, также актёр британского происхождения, стал известен благодаря ролям в триллерах «Ребекка» (1940) и «Иностранный корреспондент» (1940) Хичкока, «Охота на человека» (1941) и «Пока город спит» (1956) Фритца Ланга, в фэнтэзи-драмах «Портрет Дориана Грэя» (1945) и «Призрак и миссис Мьюр» (1947), а также в фильмах нуар «Жилец» (1944) и «Площадь похмелья» (1945) Джона Брама, «Странное дело дяди Гарри» (1945) и «Свидетель убийства» (1954). В 1951 году Сэндерс получил Оскар за роль второго плана в драме Джозефа Манкевича «Всё о Еве» (1950).

## История создания фильма
Как отмечает историк кино Брет Вуд, «движущей силой, приведшей к созданию этого фильма, была Ламарр, которая искала возможности выйти из-под контроля со стороны крупных голливудских студий и продемонстрировать свою творческую и финансовую независимость». Для этого «Ламарр искала более серьёзную роль… что-либо мрачное и таинственное, чтобы усилить свой имидж. Как она вспоминала в автобиографии „Эстаз и я: моя жизнь как женщины“: „У меня были продюсеры… и у меня были деньги. Плюс у меня было несколько компаний, желающих заняться дистрибуцией“». По словам кинокритика Денниса Шварца, «для своего первого проекта за пределами „Метро-Голдвин-Мейер“ Ламарр, однажды названная самой красивой женщиной мира, получила права на популярный роман Бена Эймса Уильямса». Вуд далее указывает, что «несмотря на то, что продюсеры фильма Джек Черток и Хант Стромберг своим участием придали картине значительный вес, бюджет фильма по стандартам „Метро-Голдвин-Майер“ был скромным. „Требовался режиссёр, который умел выжать максимальное качество из ограниченных ресурсов, и Эдгар Ульмер был специалистом по решению таких задач“. Как вспоминала дочь Ульмера Арианна, „когда Хант Стромберг решил делать этот фильм, именно Ламарр потребовала пригласить отца“, которого знала ещё со времён их молодости в Вене, а позднее в Берлине, по кругу общения, сложившемся вокруг театральной труппы Макса Рейнхардта». Ульмер, "плодотворный режиссёр фильмов категории В, получил редкий шанс поработать с адекватным бюджетом и с высококлассными исполнителями (хотя по-прежнему получал свою обычную низкую плату от «Юнайтед артистс»). Для Ульмера, который поставил немало фильмов на студии «бедного ряда» P.R.C. (Producers Releasing Corporation), этот фильм стал одним из самых дорогих, и он выполнил его так, что «экономическая ограниченность картины практически не заметна».
Вуд отмечает, что «для Ламарр многомерная роль Дженни Хагер предоставила возможность продемонстрировать свой актёрский диапазон». Как отмечала сама актриса, «на этот раз, когда я делала картину для себя, я решила раскрыть роль так, как всегда хотела — я отправилась на изучение девушки такого типа во плоти в её родной среде, чтобы затем сыграть её такой, какая она есть, раскрыв реальные движущие силы её поступков». Вуд пишет, что «Ламарр готовилась к роли, анонимно путешествуя по гаваням в окрестностях Бостона». По её собственным словам, она «замаскировалась как могла в парик блондинки и консервативные одежды», после чего в течение трёх дней анонимно общалась с девушками из порта и слушала истории бедных рыбачек, прежде чем отправиться в Голливуд.
Как пишет Вуд, "в интервью, опубликованном в 1997 году, Арианна Ульмер вспоминала, что во время съёмок некоторых ключевых эпизодов её отец, "чтобы добиться от Ламарр более убедительной игры, делал ей немного больно, сжимая её лодыжку. По словам Арианны, «он хотел вызвать у актрисы эмоции, и единственным способом этого добиться, было физическое воздействие на неё». Далее она продолжает: «Иногда говорят, что мой отец был темпераментен — и это правда. Но многое из того, что он делал, было продумано им заранее. Когда он не мог заставить актёра перебороть себя и раскрыться, одним из его приёмов было разозлить его. И тогда каким-то образом зажатость у актёра слетала. Такова была его натура; таким образом он мог заставить людей играть. Это одна из тех вещей, которые могут делать люди с реальным очарованием». Ламарр в автобиографии вспоминает о режиссёрском стиле Ульмера по-разному, «предполагая, что — отпахав так долго на второсортных студиях — он пугался актёров категории А». Актриса вспоминала: «Эдгар немного меня боялся,… и поначалу робел вносить какие-либо коррективы в мою игру». В конце концов, по словам Ламарр, "канал коммуникации между ними открылся, разгоревшись во время съёмок сцены соблазнения. "Я сказала Эдгару: «Я ощущаю как будто это соблазнение совершает Хэди Ламарр, а не Дженни Хагер». «Так оно и есть, сказал он, „Дженни аморальна,… а твой подход, Хэди, слишком деликатный и тонкий. Дженни не была бы тонкой. Она идёт к тому, что хочет, прямо и быстро. Давай это попробуем. Не будь Хэди Ламарр — будь тигрицей“». Однако, по словам Вуда, «сколько бы не старалась Ламарр, она просто не была сексуальной хищницей». Она писала: «Мы повторяли сцену в спальне снова и снова так много роз, что я могу сыграть её и сейчас, двадцать лет спустя, с одного дубля. И всё равно это не сработало. Я просто-напросто не была тигрицей. И весь мой талант не позволял мне сделать это. Чувствуя, что мы движемся не в том направлении, в середине съёмок мы привлекли свежих сценаристов, и я провела с ними много часов, пытаясь переписать характер Дженни, её личные и моральные качества. А когда бюджет стал поджимать, мы решили сделать максимум из того, что у нас было на тот момент».

## Продвижение и прокат фильма
Вуд пишет, что с целью продвижения этого фильма «Ламарр лично отправилась в рекламный тур. Она писала, что в таких поездках всегда бывает что-то неприятное, „вне зависимости от того, сколько пресс-агентов едут с вами, чтобы защитить вас. Однажды в Чикаго после целого дня рекламных мероприятий, я пришла в свой гостиничный номер полностью изнурённой. Я приняла душ и вышла из ванной комнаты за халатом. Я открыла дверь в шкафчик, а там стоял вуайерист подросткового возраста. Он тут же выскочил в окно и скрылся по пожарной лестнице. Его поймали и задержали. Газеты были полны этого. Я не выдвигала обвинений, потому что он был так молод и, если честно — это было моей тайной до сего дня — он сказал прессе, что моё тело было идеальным“. Ламарр пришла к заключению, что „её личные появления мало помогли тому, чтобы подсластить отклики на фильм“. В своей книге она процитировала отзыв в „Variety“, в котором написано: „Хэди, которая ещё красивее, чем когда-либо, на этот раз откусила больше, чем способна переживать… Так что пережёвывать пришлось другим актёрам, и в итоге пережёванным оказался сценарий“». На самом деле, как замечает Вуд, «этой фразы нет в рецензии „Variety“, которая на самом деле была довольно лестной». Вуд пишет: "По словам Ламарр (воспоминания которой не всегда отражают исторические факты), поклонники были встревожены тем, что актриса сыграла такую аморальную девку, как Дженни. «Вы такая великолепная и красивая вне экрана. Вы мой идол. Почему вы не играете красивых принцесс вместо пьяной портовой крысы?» Она приводит ещё одну цитату: «Вы должны были удовлетвориться ролью продюсера картины и дать какой-нибудь маленькой аморальной старлетке сыграть Дженни. Мы слишком вас любим, чтобы у вас была такая репутация».
Несмотря ни на что, «фильм собрал 2,8 миллиона долларов, став одним из самых успешных фильмов 1946 года — и редким набегом в фильмы категории А для Ульмера, который обычно работал над фильмами ниже своего уровня».

## Оценка фильма критикой

### Общая оценка фильма
После выхода на экраны фильм получил сдержанные отзывы критики, которая уделила основное внимание игре Хэди Ламарр. В частности, газета «Нью-Йорк таймс» написала, что «как исследование одиночного женского характера на фоне круга разрушенных мужских судеб, эта экранизация доносит ударные моменты романа-бестселлера Бена Эймса Уильямса», представляя «разоблачительный анализ хищной роковой женщины. Однако ему не хватает обоснованности действий некоторых персонажей, темпа и саспенса, чтобы сделать полностью волнующую драму». Газета делает вывод, что «как и проза Уильямса, фильм выполнен профессионально, но волнующие моменты жизни героини редко находят отражение на экране».
Современные критики дают фильму более сбалансированные оценки. Так, Вуд назвал картину «костюмированной драмой, обёрнутой в плащ фильма нуар», где «Ламарр играет главную роль молодой женщины, которая когтями прокладывает свой путь к власти», далее отмечая, что «вместо того, чтобы опереться на тонкие психологические аспекты истории, создатели фильма сделали выбор в пользу мелодрамы». Так, «кульминационная сцена соблазнения происходит во время жестокой грозы. Когда Дженни медленно приближается к Джону, молния попадает в соседнее дерево, а когда она достигает его, дерево уже пылает в огне, и она обнимает его на фоне грома, молнии и пламени». Деннис Шварц определил картину как «безотрадную костюмированную мелодраму» и «бледную мыльную оперу», которая тем не менее «должна удовлетворить многочисленных поклонников Хэди Ламарр». Дэвид Дж. Хоган описал картину как «костюмированную мелодраму с приличным бюджетом, которая переносит нуар в Мэн середины 19 века». По словам Хогана, «это фильм сильных эмоций, история эгоистичной любви и слабых мужчин, рассказанная широкими, массивными мазками». Фернандо Ф. Кроче отмечает, что «несмотря на свой крупный бюджет и более звёздный для него состав, история не менее безумная, чем галлюцинации Ульмера в его фильмах „бедного ряда“ — шрам от побоев на спине одного персонажа возбуждает либидо другого, вода засасывает людей как зыбучий песок, пожары и бури материализуются как проявления мира, которым управляют противоречивые импульсы».

### Личность Дженни Хагер
Историк жанра фильм нуар Спенсер Селби характеризует Дженни как «амбициозную, хищную женщину, которая уничтожает нескольких мужчин на пути к вершине общества в Новой Англии». По мнению Хогана, «Дженни Хагер — это необыкновенно сложный характер со многими, часто противоречивыми внутренними побуждениями». Хоган считает, что «самым ярко выраженным качеством Дженни является её моральная неопределённость. Исходя из сценария Мэдоу (который переработал 700-страничный роман Уильямса), Дженни — это хамелеон, который никогда не раскрывает свою истинную сущность. Внешне мы видим очень соблазнительную женщину, но в реальной Дженни странным образом перемешаны честность и обман, доброта и жестокость, стремление доминировать над другими и стыдливость». Кроче отмечает, что в фильме «кружатся обвинения в адрес Дженни, что она распутница и суккуб, и „даже не человек“, а проповедник в оленьей шкуре обращается как будто прямо к ней со своей пламенной обличительной проповедью» о «странной женщине»". Но при этом критик выступает и в защиту «нуаровой роковой женщины», «манипулирующая, щедрая, хищническая и ранимая сущность которой — это сложная „странность“, которая угрожает вскрыть то, что находится под покровом городской стабильности».

### Игра Хэди Ламарр
Хоган отмечает, что «после выхода фильма на экраны в центре внимания критики оказалась игра Хэди Ламарр в необычной для неё психологически сложной роли, которая получила главным образом положительные отклики». Он пишет: «Ламарр устала от примитивных ролей, и хотела доказать, что она настоящая актриса. И ей это удалось». И далее: «современные критики были впечатлены игрой Ламарр и дали ей то, о чём она грезила: признание как актрисе. Ламарр и Ульмер позаботились о том, чтобы мощная актёрская индивидуальность Сэндерса не доминировала на экране, а оператор Люсьен Эндрио мастерски показал поразительную красоту Ламарр, особенно её глаза и лицо». Шварц также отметил, что Ульмер «отплатил Ламарр за доверие, сделав столько её крупных планов, сколько мог, чтобы продемонстрировать её звёздную мощь».
После выхода фильма журнал «Variety» написал, что «мисс Ламарр добилась успеха в роли коварной и двуличной Дженни Хагер, придав своему персонажу значительный реализм. Её способность выглядеть чутким, заботливым ангелом и демонстрировать садистское удовлетворение в разгар насилия говорит о широком диапазоне её таланта». Газета «Нью-Йорк таймс» отметила, что «без сомнения, каждая актриса жаждет получить свой выдающийся фильм, и играющая здесь главную роль Хэди Ламарр реализовала это желание в полной мере», далее указывая, что «эта мрачная драма об обаятельной грешнице позволяет мисс Ламарр сыграть свою самую содержательную роль за многие годы», получить «множество отборных реплик и гардероб, который не останется незамеченным дамами». Далее рецензент отмечает, что «в качестве хваткой, коварной распутницы, Хэди Ламарр красива даже в баске и турнюре. Желаемая, сообразительно порочная и страстная женщина, она, судя по всему, очень легко может очаровывать мужчин». Однако финал фильма с «довольно неожиданным установлением её бесплодности» и с предупреждением странствующего евангелиста, что «губы странной женщины источают мёд, но конец её горек, как полынь», слишком легковесен и тороплив".
Современный киновед Брет Вуд отмечает, что в этом фильме Ламарр сыграла свою «самую содержательную роль — роль коварной женщины, играющей в игры с тремя мужчинами, одновременно взбираясь по лестнице успеха — что доказало всем сомневающимся, что она была не просто красивым личиком, но также умела играть». Кини считает, что «Ламарр увлекательна в роли коварной сирены, которая готова на всё ради хорошей жизни, даже если это означает уничтожение тех, кто её любит». По словам Деминга, «обычно считается, что в этом фильме Хэди Ламарр сыграла одну из своих лучших ролей, хотя её самая известная роль по-прежнему осталась в фильме „Экстаз“ (1933), во многом по причине весьма смелых для того времени обнажённых сцен с её участием».

### Сравнения с другими произведениями и персонажами
Газета «Нью-Йорк таймс» назвала героиню Ламарр «Лилит среди лесорубов», а Деннис Шварц — «отвратительным эгоистичным чудовищем, которую могла бы сыграть Бетт Дейвис». Сам фильм «своим высвечиванием женской психологической патологии» напомнил Шварцу нуаровую мелодраму «Бог ей судья» (1945, также поставленную по роману Уильямса), хотя, по его словам, эта картина и «не имеет той же силы воздействия». Хоган отметил, что «многое в образе Дженни взято непосредственно от Скарлетт О’Хары». Кинокритик Фернандо Кроче также охарактеризовал Дженни Хагер как «бережливую магазинную Скарлетт О’Хару» и, кроме того, сравнил её с Джеральдиной из поэмы Кольриджа «Кристабель» (1800) и с Лулу из фильма Г. В. Пабста «Ящик Пандоры» (1929). Сам же фильм, по его мнению, имеет тематическое и сюжетное сходство с «Днём гнева» (1943) Карла Теодора Дрейера и «За лесом» (1949) Кинга Видора с Бетт Дейвис, которые «подхватывают нить и нажимают на газ». Фильм также имеет определённое сходство с ещё одной картиной Ульмера — «Безжалостный» (1948) — с тем отличием, что там от нищеты к вершинам богатства и власти поднимается мужской персонаж (его роль играет Закари Скотт).

### Оценка игры других актёров
По мнению «Variety», «партнёры Ламарр мужского пола не столь искусны. Луис Хейуорд создаёт образ слабого сына первого мужа Хагер, который в конце концов доводится злой женщиной до самоубийства, а Джордж Сэндерс далёк от своей глубины в качестве застенчивого, провинциального персонажа, который становится вторым мужем Ламарр». Вуд также приводит слова «Variety» о том, что «безучастная игра Сэндерса делает его слабым звеном, которое тянет фильм назад от его общего очень успешного рейтинга». «Нью-Йорк таймс» отмечает, что «Джин Локхарт в качестве её первого мужа точно создаёт образ ханжи и лицемера, который подозрителен и скуп. Краткая роль Луиса Хейуорда в качестве сына с несчастной судьбой не даёт законченного портрета, но он довольно убедителен, в то время как Джордж Сэндерс в качестве управляющего и хорошего человека делает, что можно, из персонажа, которого играет». По мнению Кини, «Хэйуорд хорош в роли малодушного козла отпущения, но аристократичный Сэндерс неверно взят на роль грубоватого лесоруба».